# Facultad de Humanidades (Universidad Nacional de Salta)
La Facultad de Humanidades es una de las facultades de la Universidad Nacional de Salta, ubicada en la ciudad de Salta. 

## Carreras

### Grado
- Profesorado y Licenciatura en Historia
- Profesorado y Licenciatura en Letras
- Profesorado y Licenciatura en Filosofía
- Licenciatura en Antropología
- Licenciatura en Ciencias de la Comunicación
- Profesorado y Licenciatura en Ciencias de la Educación

### Posgrado
- Especialización en Psicopedegogía Institucional
- Especialización en derechos humanos
- Especialización en Mediación Educativa
- Maestría en Ciencias del Lenguaje

## Organización
Las autoridades de facultad son:
- Decana: Dra. Emiliana Buliubasich
- Vicedecana: Dra.Mercedes Vázquez
- Secretaria Académica: María Eugenia Burgos